# Sans rémission
Pour plus de détails, voir Fiche technique et Distribution.
Sans rémission (American Me) est un film américain réalisé par Edward James Olmos, en 1992.

## Synopsis
Jeune Latino du quartier Est de Los Angeles, Montoya Santana fait un séjour dans la prison de Folsom d'où il devient le parrain de la mafia mexicaine, aux côtés de ses amis d'enfance J.D. et Mundo. Mais une fois sa peine effectuée, où il retrouve J.D., également libéré, il découvre que la vie d'un Latino dehors est tout aussi dure...

## Fiche technique
- Titre : Sans rémission
- Titre original : American Me
- Réalisation : Edward James Olmos
- Scénario : Floyd Mutrux et Desmond Nakano, d'après une histoire de Floyd Mutrux
- Musique : Claude Gaudette et Dennis Lambert
- Directeur de la photographie : Reynaldo Villalobos (en)
- Montage : Richard Candib et Arthur Coburn (de)
- Distribution des rôles : Bob Morones
- Création des décors : Joe Aubel
- Direction artistique : Richard Toyon
- Décorateur de plateau : Martin Price
- Création des costumes : Sylvia Vega-Vasquez
- Production : 
  - Producteurs : Edward James Olmos, Sean Daniel et Robert M. Young
  - Coproducteur : Brian E. Frankish
  - Producteurs associés : Randee Lynne Jensen et Antoinette Levine
  - Producteurs exécutifs : Lou Adler, Floyd Mutrux et Irwin Young
- Sociétés de production : Olmos Productions, Universal Pictures et YOY
- Pays :  États-Unis
- Budget : 16 millions de dollars
- Langues : anglais, espagnol
- Format : 1.85:1 - 35mm - Couleur – Son Dolby
- Genre : Drame
- Durée : 125 minutes
- Dates de sortie en salles :
  -  États-Unis : 13 mars 1992
  -  France : mai 1992 (Festival de Cannes), 8 juillet 1992
- Film interdit aux moins de 12 ans lors de sa sortie en salles en France

## Distribution
- Edward James Olmos (VF : Sady Rebbot) : Montoya Santana (basé sur Rodolfo Cadena)
- William Forsythe (VF : Hervé Bellon) : J.D. (basé sur Joe "Pegleg" Morgan)
- Pepe Serna (en) (VF : François Leccia) : Mundo (basé sur Ramon "Mundo" Mendoza)
- Daniel A. Haro : "Huero" (basé sur Luis "Huero Buff" Flores)
- Cary-Hiroyuki Tagawa : El Japo
- Dyana Ortelli (VF : Elisabeth Wiener) : Yolanda
- Sal Lopez : Pedro Santana
- Vira Montes : Esperanza Santana
- Panchito Gómez : Montoya, jeune
- Steve Wilcox : J.D., jeune
- Richard Coca : Mundo, jeune
- Eric Close : le violeur au Juvie Hall

## Distinction
Nomination au Prix du Jury Œcuménique - Mention Spéciale (Edward James Olmos) au Festival de Cannes 1992.

## Box-office
- États-Unis : 13 086 430 dollars [1]
- France : 51 230 entrées[2]
  - dont Paris : 26 814 entrées[2]